# Bietia simillima
Bietia simillima är en skalbaggsart som beskrevs av Leon Fairmaire 1898. Bietia simillima ingår i släktet Bietia och familjen Cetoniidae. Inga underarter finns listade.